# Amstel Gold Race 1975
La 10.ª edición de la Amstel Gold Race se disputó el 29 de marzo de 1975 en la provincia de Limburg (Países Bajos). La carrera constó de una longitud total de 238 km, entre Heerlen y Meerssen.
El vencedor final fue el belga Eddy Merckx (Molteni) fue el vencedor de esta edición al imponerse en solitario en la línea de meta de Heerlen. El también belgas Freddy Maertens (Carpenter-Confortluxe-Flandria) y Joseph Bruyère (Molteni) fueron segundo y tercero respectivamente. 

## Clasificación final
| Pos. | Ciclista          | Equipo                         | Tiempo     |
| ---- | ----------------- | ------------------------------ | ---------- |
| 1    | Eddy Merckx       | Molteni                        | 6h 23' 33" |
| 2    | Freddy Maertens   | Carpenter-Confortluxe-Flandria | + 15"      |
| 3    | Joseph Bruyère    | Molteni                        | + 2' 51"   |
| 4    | André Dierickx    | Rokado                         | m. t.      |
| 5    | Michel Pollentier | Carpenter-Confortluxe-Flandria | m. t.      |
| 6    | Cees Bal          | Gan-Mercier-Hutchinson         | m. t.      |
| 7    | Gerrie Knetemann  | Gan-Mercier-Hutchinson         | m. t.      |
| 8    | Dietrich Thurau   | TI-Raleigh                     | m. t.      |
| 9    | Hennie Kuiper     | Frisol-G.B.C.-Gazelle          | m. t.      |
| 10   | Knut Knudsen      | Jolly Ceramica                 | m. t.      |